# اس‌ام یوبی-۴۴
اس‌ام یوبی-۴۴ (به انگلیسی: SM UB-44) یک زیردریایی بود که طول آن ۱۲۱ فوت ۱ اینچ (۳۶٫۹۱ متر) بود. این زیردریایی در سال ۱۹۱۶ ساخته شد.